# Howard Chandler Christy

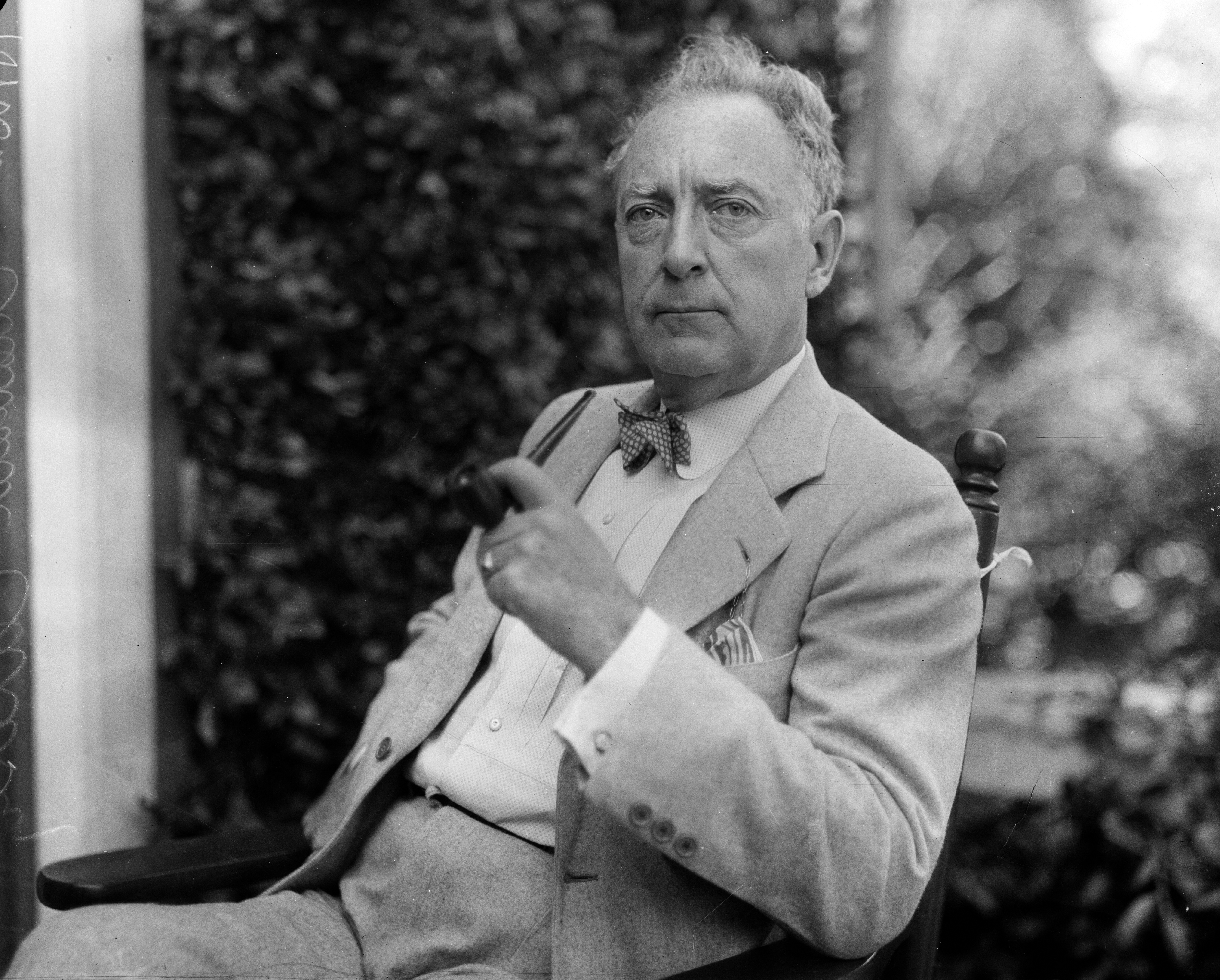
Howard Chandler Christy (1925)

Howard Chandler Christy (* 10. Januar 1872 im Morgan County (Ohio); † 3. März 1952 in New York City) war ein US-amerikanischer Historien-, Landschaftsmaler und Illustrator.

## Leben
Howard, der Sohn des Bauern Francis Marion Christy und dessen Ehefrau Mary Chandler, besuchte die Grundschule in Duncan Falls (Ohio). Von 1890 bis 1891 studierte er an der Art Students League of New York. Darauf ging er an die National Academy of Design. Dort wurde er Schüler von William Merritt Chase.
Howard Christy nahm am Spanisch-Amerikanischen Krieg teil. Scribner veröffentlichte seine illustrierten Berichte. Edmund von Mach schrieb über Christy: „Er ist aber am besten durch seine Bücherillustrationen bekannt und besonders durch seine Mädchenbilder, in denen er den sogenannten Christy-Typus einer lieblichen Salondame schuf. Es kommt ihm weniger auf Wahrheitstreue, als auf ein dekorativ vornehmes Aussehen an. Alle seine Illustrationen zeigen eine ihm eigne Grazie.“

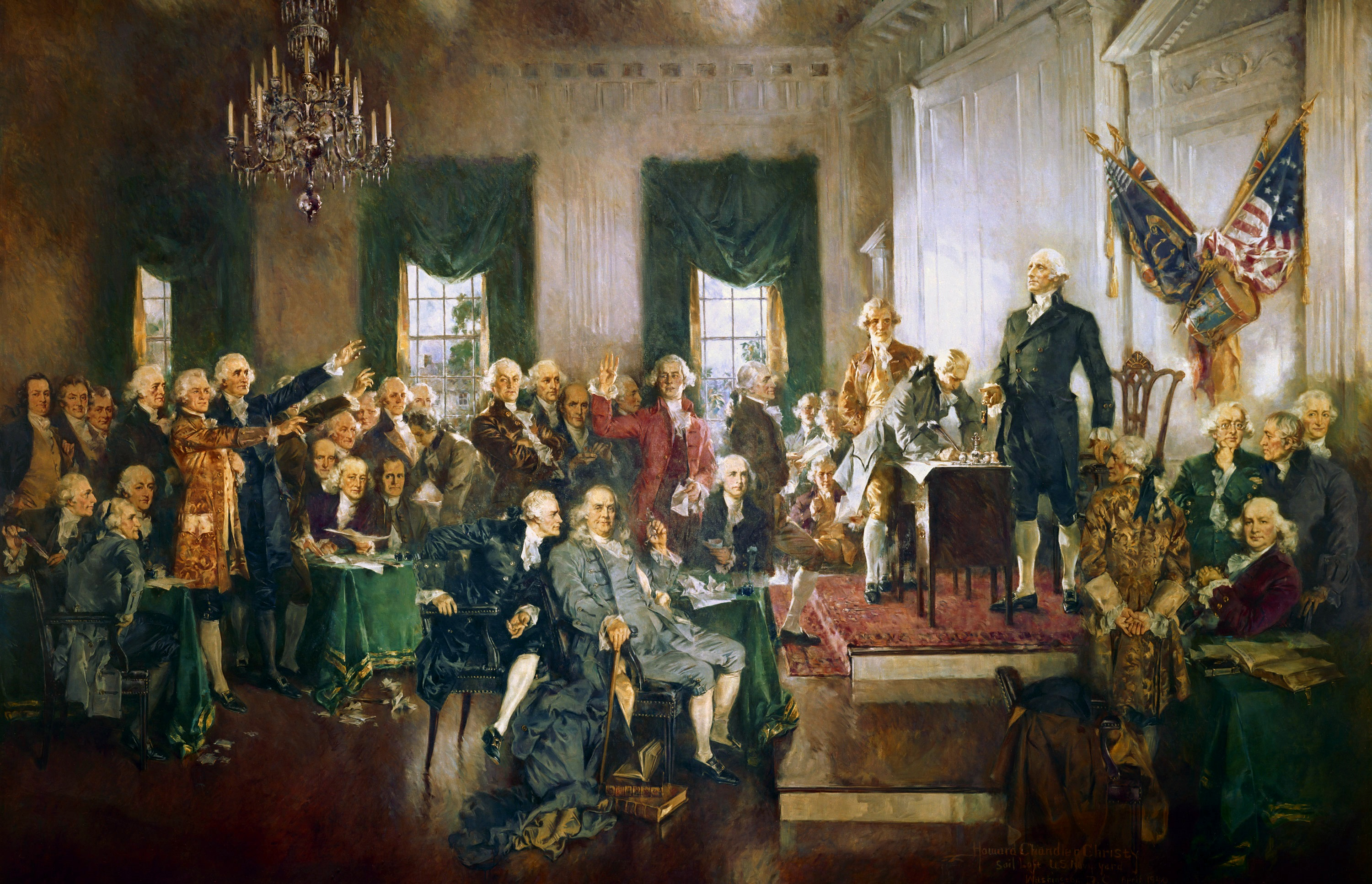
Christys Gemälde Scene at the Signing of the Constitution of the United States (1940)

Christy war in den Vereinigten Staaten als Patriot anerkannt. 1940 malte er die Szene ‚Unterzeichnung der Verfassung der Vereinigten Staaten‘, die an der Osttreppe im Südflügel des Repräsentantenhauses im Kapitol ausgestellt ist.
Howard Christy heiratete am 15. Oktober 1898 Maebelle Gertrude Thompson. Das Paar bekam eine Tochter. Es ließ sich im Mai 1919 scheiden. Im Spätsommer 1920 heiratete Christy die Witwe Nancy Mae Palmer, geborene Coone. Bis zu seinem Lebensende war Christy mit der jungen Malerin Elise Ford (1912–1963) befreundet.

## Werke (Auswahl)

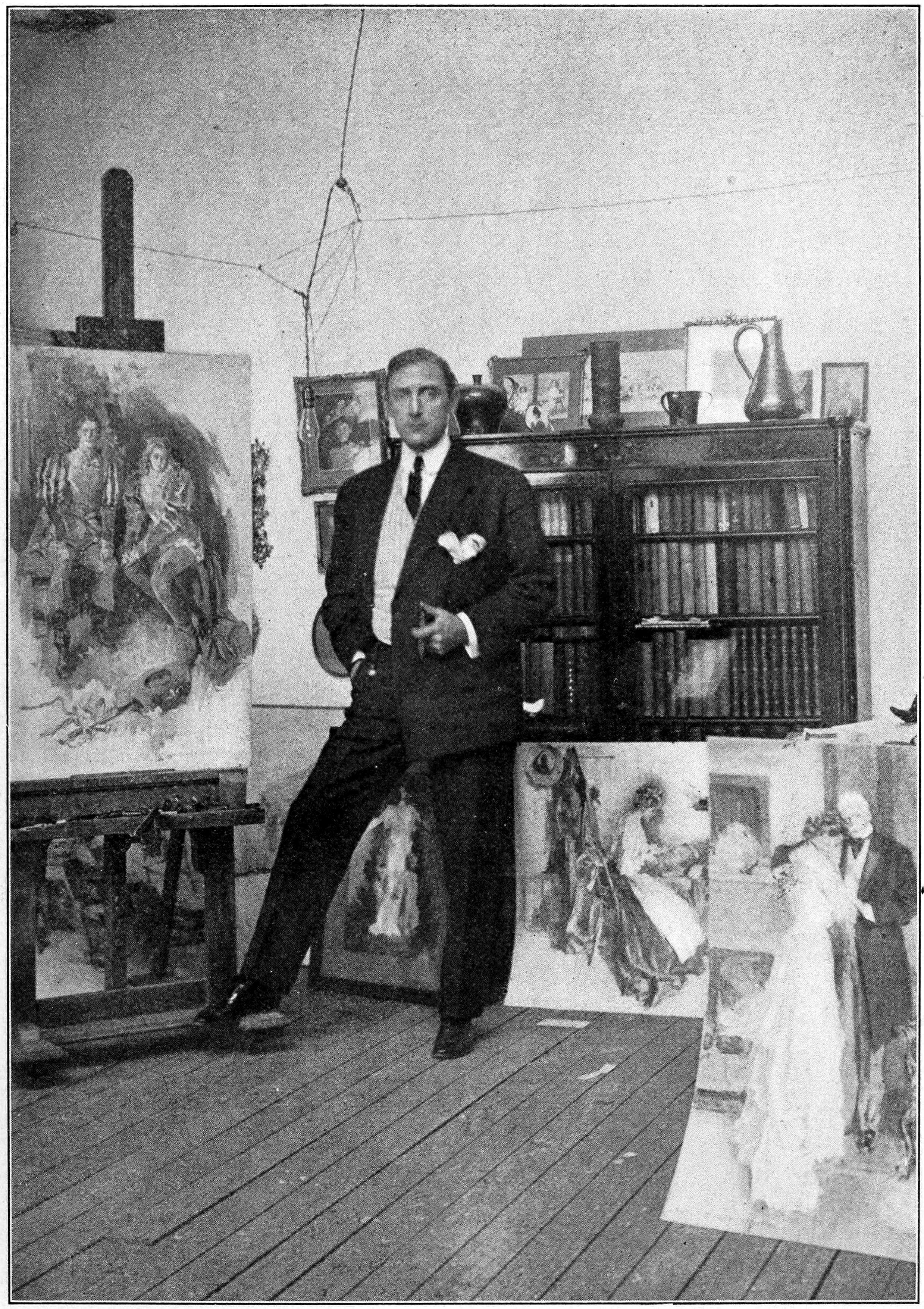
Christy um das Jahr 1900 in seinem Atelier

Christy porträtierte Theodore Roosevelt, Warren G. Harding, Calvin Coolidge, Herbert Hoover, Franklin Delano Roosevelt, Harry Truman, William Randolph Hearst, Eduard VIII., Eddie Rickenbacker, Benito Mussolini, Prinz Umberto, Graf von Salemi und Amelia Earhart.
Bilder in Museen und Galerien:
- Nelson-Atkins Museum of Art
- Stadtarchiv Rotterdam
- Museum of Modern Art
- Australian National Maritime Museum
- National Portrait Gallery Washington
- Georgia Museum of Art
- Gilcrease Museum
- Vanderbilt University Fine Arts Gallery
- Fine Arts Museums of San Francisco
- Metropolitan Museum of Art, New York City
- National Museum of American Illustration, Newport (Rhode Island)
- Smithsonian American Art Museum, Washington D.C.
- Bruce Museum of Arts and Science, Connecticut
- Currier Gallery of Art, New Hampshire
- Indianapolis Museum of Art, Indiana
- Lauren Rogers Museum of Art, Laurel (Mississippi)
- The Huntington Library, Kalifornien
- Wichita Art Museum, Wichita (Kansas)

Als Buchillustrator trat Christy zu Anfang des 20. Jahrhunderts hervor.

## Nachweise
1. ↑  Duncan Falls (Ohio) ist eine Gemeinde im Muskingum County
2. ↑  Edmund von Mach: Christy, Howard Chandler. In: Ulrich Thieme (Hrsg.): Allgemeines Lexikon der Bildenden Künstler von der Antike bis zur Gegenwart. Begründet von Ulrich Thieme und Felix Becker. Band 6: Carlini–Cioci. E. A. Seemann, Leipzig 1912, S. 550 (Textarchiv – Internet Archive).
3. ↑  Christy als Buchillustrator auf der Online Books Page und im Internet Archive

| Personendaten    | Personendaten                                                      |
| ---------------- | ------------------------------------------------------------------ |
| NAME             | Christy, Howard Chandler                                           |
| KURZBESCHREIBUNG | US-amerikanischer Historienmaler, Landschaftsmaler und Illustrator |
| GEBURTSDATUM     | 10. Januar 1872                                                    |
| GEBURTSORT       | Morgan County (Ohio)                                               |
| STERBEDATUM      | 3. März 1952                                                       |
| STERBEORT        | New York City                                                      |